# Faulkner County
Faulkner County is een county in de Amerikaanse staat Arkansas.
De county heeft een landoppervlakte van 1.677 km² en telt 86.014 inwoners (volkstelling 2000). De hoofdplaats is Conway.